# Przeworska Kolej Dojazdowa

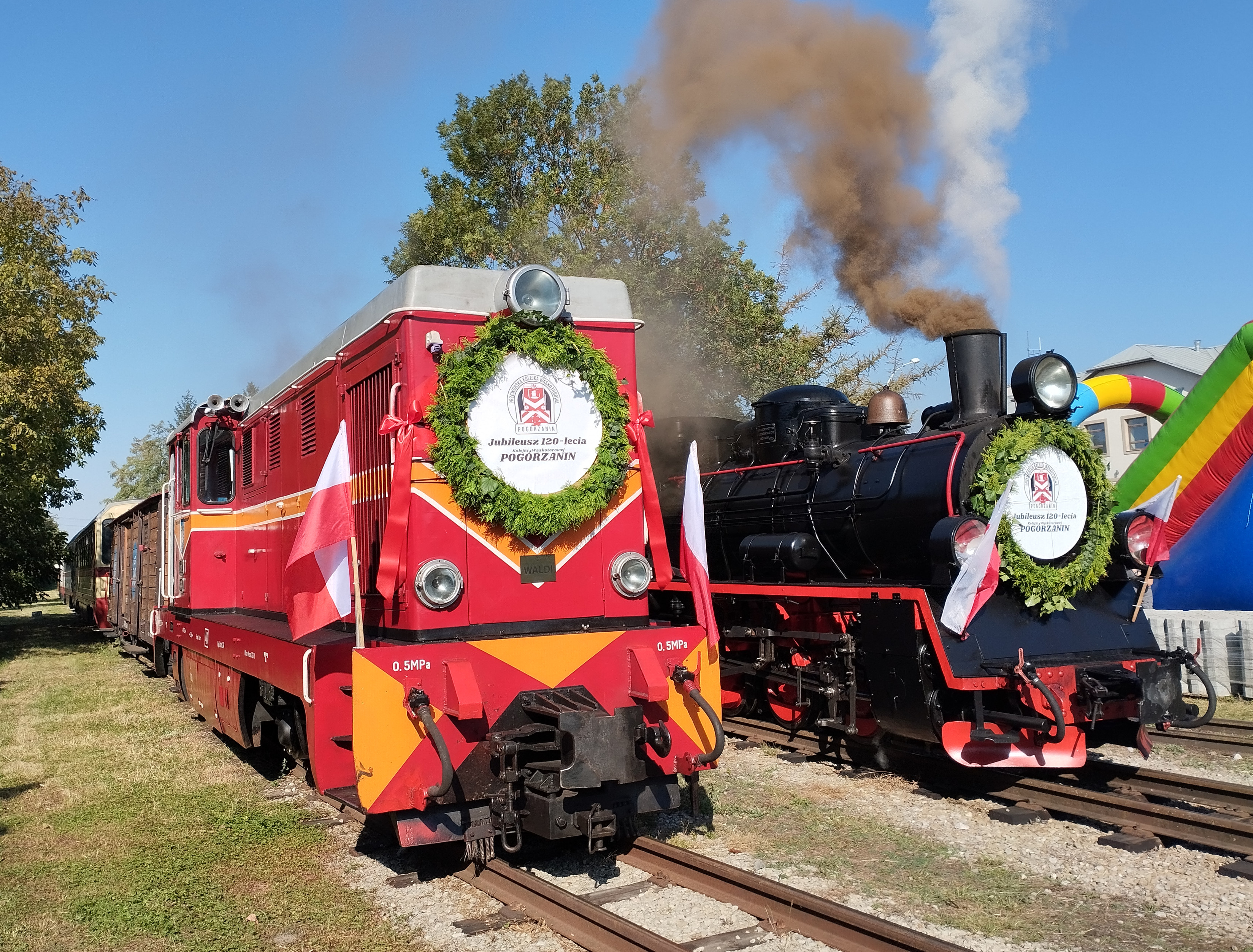
Jubileusz 120-lecia PKD (wrzesień 2024)

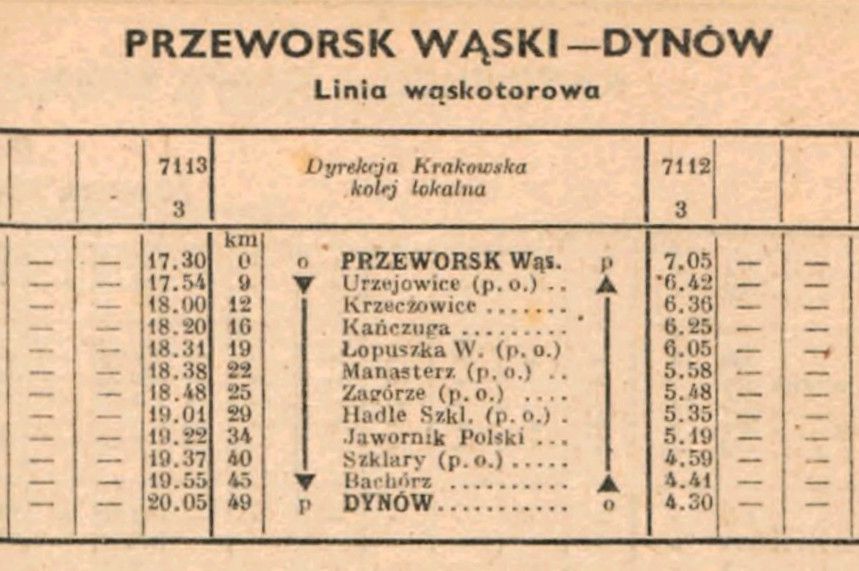
Rozkład jazdy PKP z 1947 roku

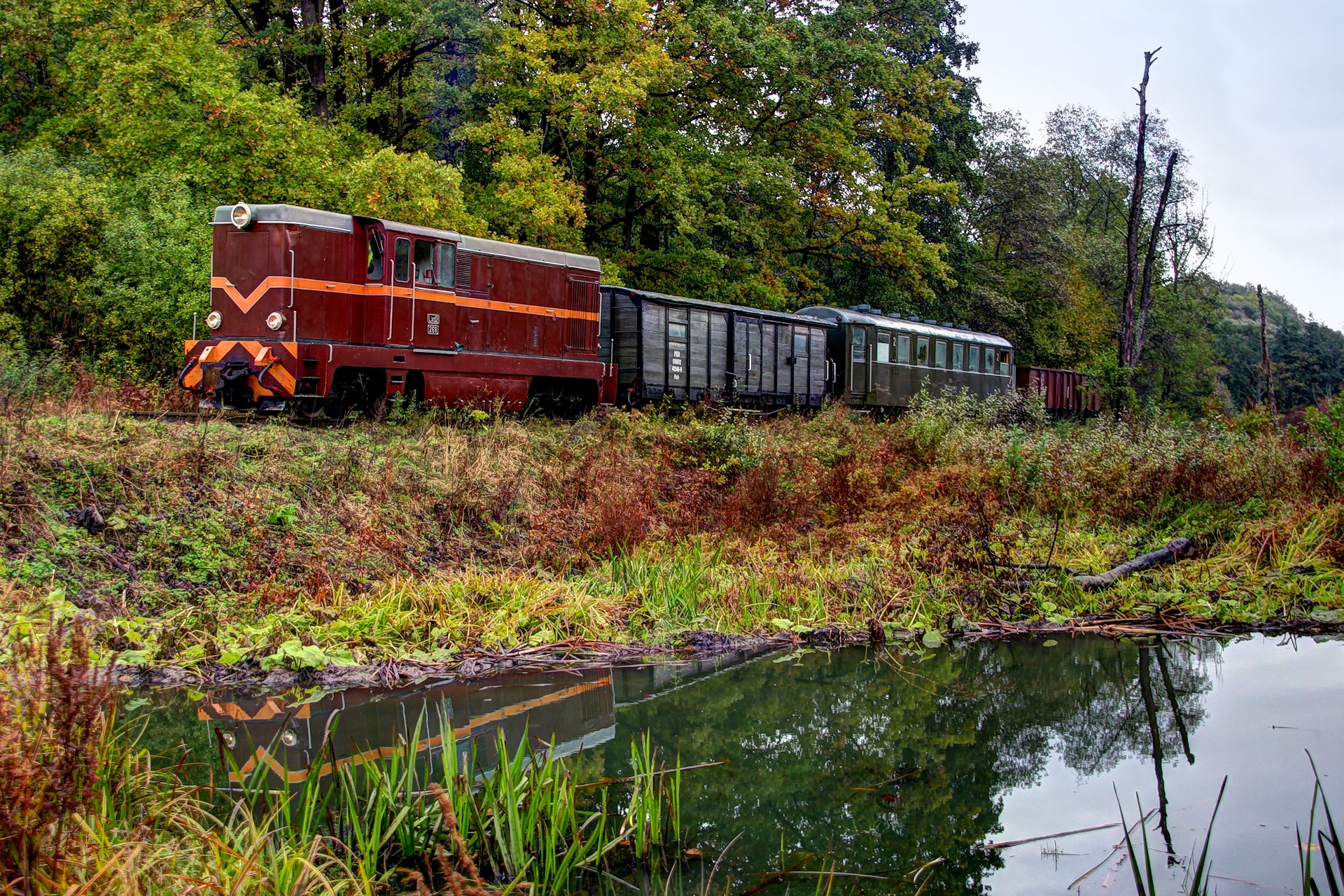
Pociąg specjalny na Przeworskiej Kolei Dojazdowej

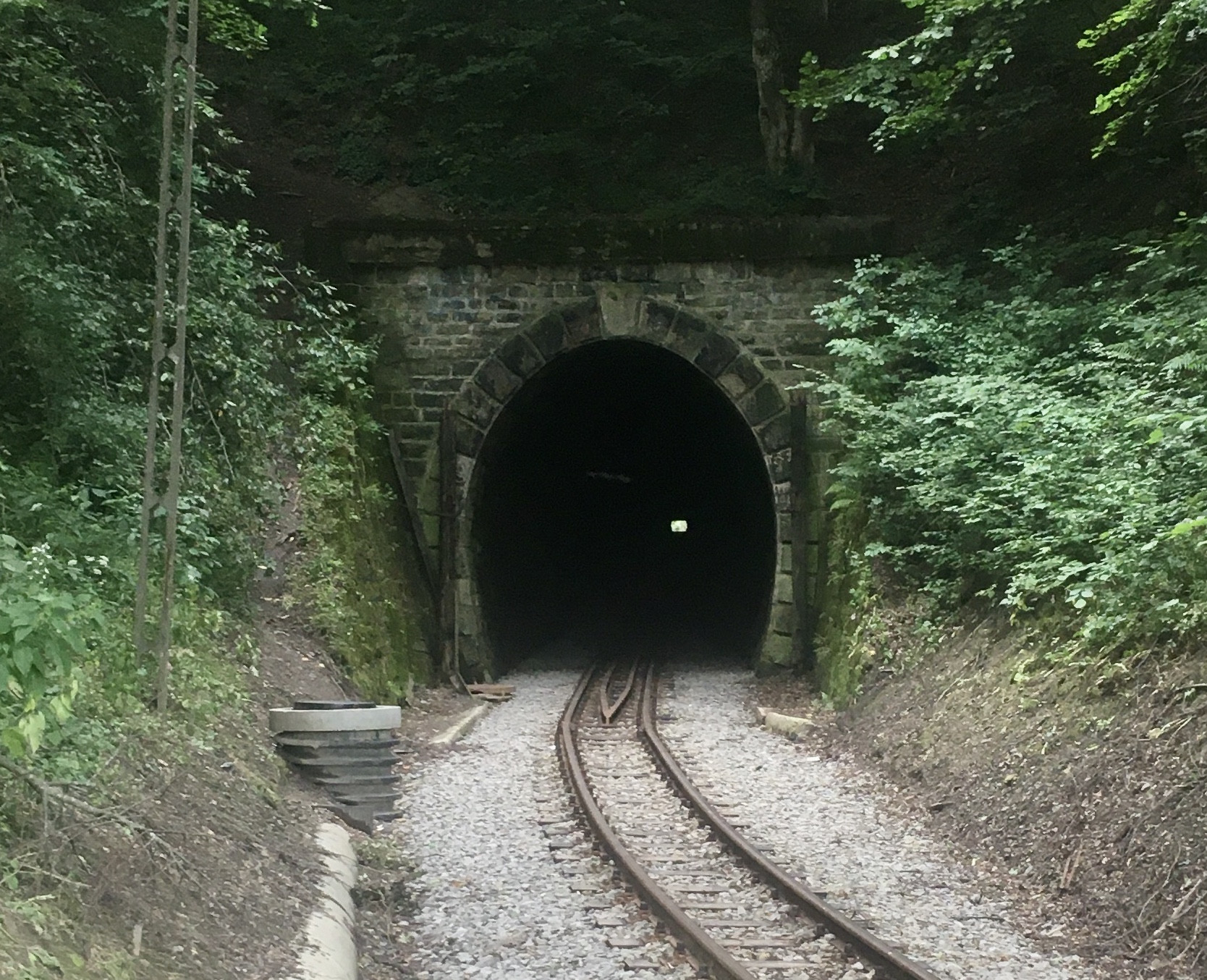
Tunel w Szklarach

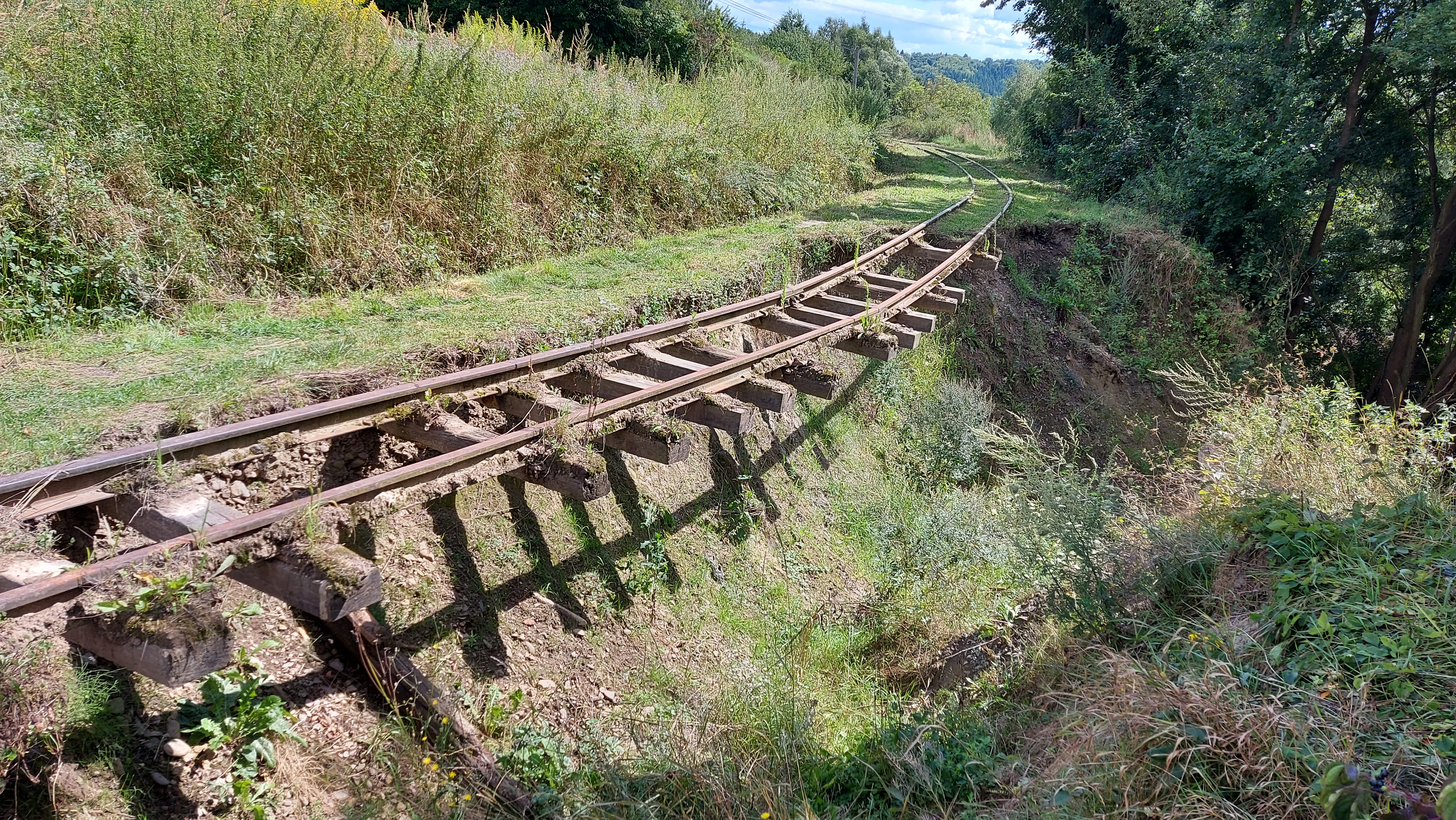
Uszkodzony tor po nawałnicy w 2020 r. (Szklary, sierpień 2021)

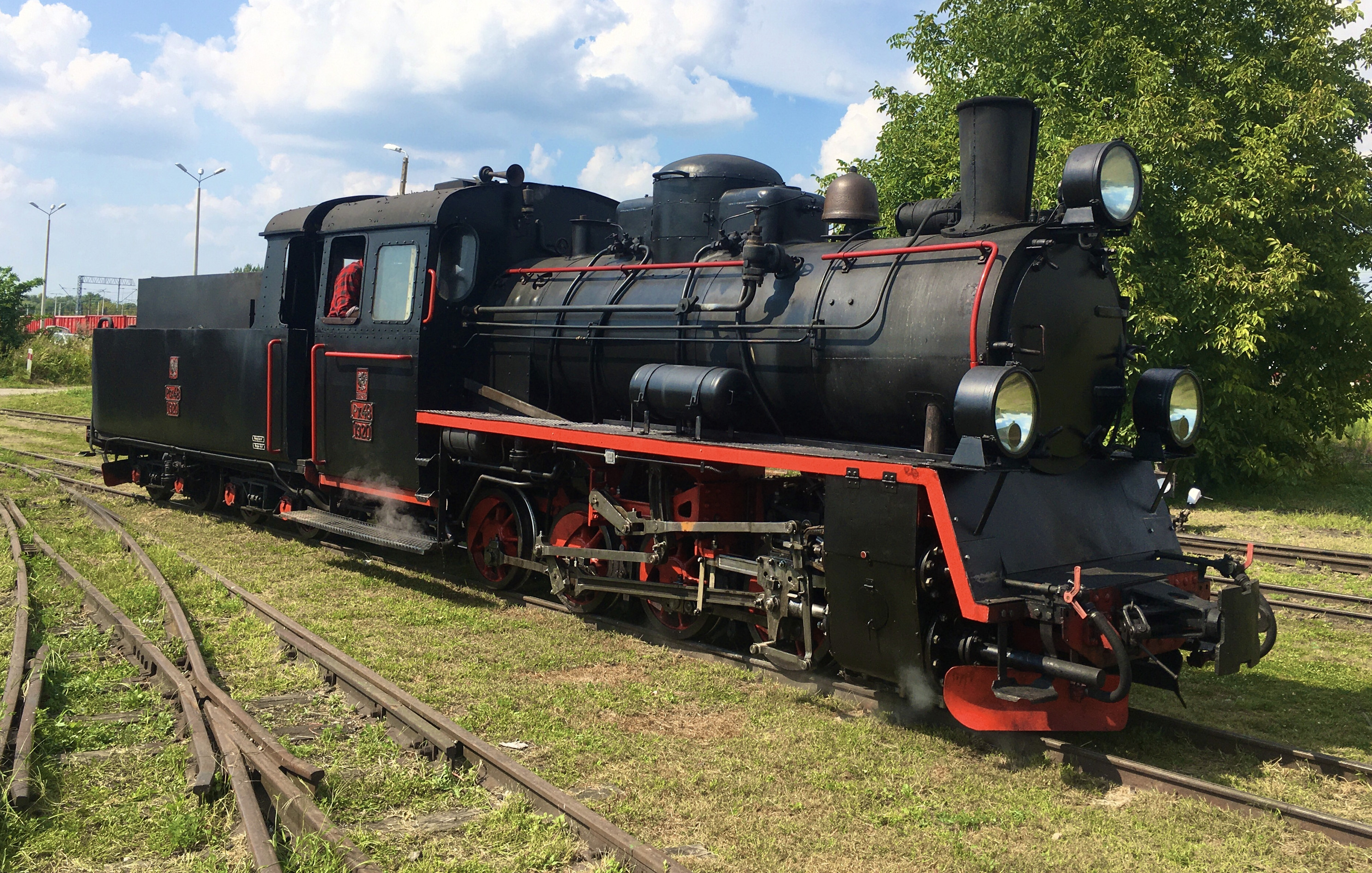
Parowóz Px48-1920 w Przeworsku (sierpień 2023)

Przeworska Kolej Dojazdowa (PKD, pierwotnie Wąskotorowa Kolej Lokalna Przeworsk – Dynów, niem. Schmalspurige Localbahn Przeworsk-Dynow, SLPD, znana też jako przeworsko-dynowska kolejka wąskotorowa) – wąskotorowa linia kolejowa łącząca Przeworsk i Dynów, biegnąca doliną rzeki Mleczki. Powstała na potrzeby obsługi cukrowni w Przeworsku. Jedną z atrakcji turystycznych tej kolei jest tunel o długości 600 m. Linia kolei wąskotorowej Przeworsk – Dynów z lat 1890–1904 została wpisana do rejestru zabytków 30 września 1991 r. pod numerem A–463. W budynku odnowionego dworca „Przeworsk Wąski” otwarto w 2022 r. salę historyczną PKD z licznymi eksponatami.

## Historia i teraźniejszość

### Przed I wojną światową
Koncepcja budowy i eksploatacji kolei przeworskiej powstała w okresie monarchii austro-węgierskiej, a starania o rozpoczęcie budowy kolei – po zbudowaniu przez księcia Andrzeja Lubomirskiego „Cukrowni Przeworsk” (Galicyjsko-Bukowińskie Akcyjne Towarzystwo Przemysłu Cukrowniczego w Przeworsku) – zapoczątkowali w 1894 r. ówcześni właściciele ziemscy, hrabiowie Roman Scypio del Campo z Łopuszki Wielkiej i Skrzyński z Bachórza. Zasadniczym celem funkcjonowania kolei było dostarczanie buraków do cukrowni oraz przewóz z ziemi brzozowskiej płodów rolnych, drewna, żwiru i kamienia. Starania o uzyskanie koncesji i subwencji rządowych przeciągały się, a Ministerstwo Wojny Austro-Węgier sprzeciwiło się zbudowaniu początkowo planowanej kolei normalnotorowej z uwagi na obawę wykorzystania jej przez Rosję w razie wojny. Rozpoczęcie budowy kolei nastąpiło dopiero po uzyskaniu koncesji, co nastąpiło 15 lutego 1902 roku. W pierwszej kolejności wykonano 44 km linii oraz 6 budynków stacyjnych i mieszkalnych, a także warsztaty w Przeworsku. Całkowite oddanie do eksploatacji i oficjalne otwarcie całej linii wraz z budynkami i parowozownią zwrotną w Dynowie nastąpiło 8 września 1904. Początkowo właścicielem kolei był książę Lubomirski, a od 1908 roku towarzystwo akcyjne Kolej Lokalna (Lokalbahn) Przeworsk – Dynów z siedzibą we Lwowie, z większościowym udziałem państwa.
Początkowo tabor kolei przeworsko-dynowskiej stanowiły 3 lokomotywy parowe (tendrzaki serii Uv firmy Krauss o układzie osi C1), 7 wagonów osobowych i 45 towarowych. Po 3 latach przybyło 6 wagonów towarowych. W 1910 kolej dysponowała 4 lokomotywami (tego samego typu), 7 wagonami osobowymi i 55 towarowymi. Po kolejnych 3 latach tabor uzupełniono o kolejne 10 wagonów towarowych. W pierwszym pełnym roku eksploatacji kolei (1905) z możliwości przejazdu skorzystało 45 007 pasażerów, co zapewniało słabą rentowność. Sytuację poprawiło w dalszych latach zastąpienie pociągów mieszanych przez dwie pary pociągów osobowych i jedną towarowych. Rok później na podróż koleją zdecydowało się 62 tys. osób, a w 1908 ich liczba przekroczyła 85 tys. Tuż przed wybuchem wojny, w 1913, z usług kolei wąskotorowej skorzystało 110 tys. pasażerów. Mieli oni możliwość podróżowania wagonami 2 i 3 klasy (dopiero w 1913 wprowadzono do użytku jeden wagon 1 klasy). W latach 1904–1913 z wygodniejszych wagonów korzystało tylko 2,3–6,1% podróżnych. Gros wszystkich klientów kolei (90–96%) decydowało się na podróż wagonami 3 klasy. Pozostałe 0,3–3,8% pasażerów stanowiły osoby podróżujące według taryfy wojskowej.
W pierwszym pełnym roku eksploatacji kolei (1905) przewieziono ładunki i towary o łącznej masie 25 847 ton. Kolejne lata przyniosły stopniowy wzrost przewozów towarowych koleją przeworsko-dynowską. W 1909 klienci kolei zlecili przewóz ładunków o masie 32,3 tys. t. Rok później osiągnięto 44,1 tys. t, a rok 1911 zamknięto jeszcze lepszym wynikiem - 48,9 tys. t.

### I wojna światowa
W związku z ogłoszeniem mobilizacji w Austro-Węgrzech 31 lipca 1914 roku, ruch na kolei został zawieszony nocą z 5 na 6 sierpnia 1914 roku. 
Na przełomie września i października 1914 roku linia była pod kontrolą wojsk rosyjskich. Następnie na krótko znów pod kontrolą austro-węgierską. Od 5 listopada 1914 roku kolej ponownie była pod kontrolą Rosjan. W maju 1915 roku rozpoczęła się udana ofensywa austro-węgierska. Wówczas Rosjanie wywieźli cały tabor z kolei, zniszczyli też niektóre mosty i stacje.
Linia została odbudowana w czerwcu i lipcu 1915 roku przez niemiecki 7 Batalion Wojsk Kolejowych.

### Po II wojnie światowej
W 1951 r. nastąpiła zmiana roztawu szyn z 760 mm na 750 mm. W latach 70. PKP wprowadziło transportery dla wagonów normalnotorowych. W 1986 wycofano trakcję parową. Wkrótce potem zawieszono regularny ruch pasażerski. 
W 1993 r. rozpoczęto przewozy turystyczne i od tego czasu pociąg, który je obsługuje nosi nazwę „Pogórzanin”. 

### Od 2009
Dzięki założonemu w 2009 r. Stowarzyszeniu Miłośników Przeworskiej Kolei Wąskotorowej udało się powstrzymać plan zawieszenia kursów turystycznych, gdyż władze samorządowe nie były w pełni przekonane o sensie prowadzenia dalszej działalności kolei. Mimo wielu przeszkód SMPKW nie dopuściło do likwidacji PKD.
Właścicielami kolei są powiaty przeworski i rzeszowski. Od stycznia 2013 przeworską kolej objął w zarząd Powiatowy Zarząd Dróg w Przeworsku. W nocy z 26 na 27 czerwca 2020 we wsi Hadle Szklarskie nawałnica zniszczyła dwa mosty i część torowiska o łącznej długości ok. 7 km, co uniemożliwia kursowanie pociągów. W czerwcu 2021 roku kolej wznowiła ruch turystyczny na krótszym (nieuszkodzonym) odcinku trasy Przeworsk – Łopuszka Mała. Ostatnią stacją do której dociera i zawraca kolej jest Łopuszka Wielka. W sezonie turystycznym 2023 uruchomiono drugą trasę pociągu PKW „Pogórzanin” Dynów – Jawornik Polski. W sierpniu 2023 roku, przez dwa tygodnie trasą Przeworsk – Łopuszka Wielka jeździł parowóz Px48 w ramach współpracy pomiędzy Przeworską Kolejką Wąskotorową i Średzką Koleją Powiatową. Do końca 2023 r. trwały prace związane z rewitalizacją przeworskiej kolei wąskotorowej, w wyniku czego cała trasa Przeworsk – Dynów została przywrócona do ruchu kolejowego. W sezonie 2024 kolej przewiozła rekordową liczbę turystów – 34 369 pasażerów.
| Rok  | Liczba pasażerów |
| ---- | ---------------- |
| 2014 | 12,0 tys.        |
| 2015 | 13,0 tys.        |
| 2016 | 13,9 tys.        |
| 2017 | 11,5 tys.        |
| 2018 | 12,1 tys.        |
| 2019 | 15,1 tys.        |
| 2020 | 0                |
| 2021 | 15,0 tys.        |
| 2022 | 15,8 tys.        |
| 2023 | 24,9 tys.        |
| 2024 | 34,4 tys.        |

8 września 2024 r. Przeworska Kolej Dojazdowa świętowała swoje 120 urodziny.

## Tabor
Przeworska Kolej Dojazdowa dysponuje 6 lokomotywami spalinowymi Lxd2, w tym 3 czynnymi oraz lokomotywą parową Px48, która obecnie oczekuje generalnego remontu.
Lokomotywy: 
- Lxd2 – 251 (wrak)[21]
- Lxd2 – 257 (sprawna)
- Lxd2 – 268 (sprawna)
- Lxd2 – 282 (wrak)
- Lxd2 – 334 (sprawna)
- Lxd2 – 335 (wrak)
- Px48 – 1734 (niesprawna)[22]

Wagony osobowe:
- wagon osobowy typu A20DP
- wagony osobowe typu „letniak”
- wagon osobowy 3Aw/1Aw
- wagon służbowy – brankard

Wagony towarowe:
- wagony kryte serii – Kdxh, Kddxz, Kddx
- węglarka zwykła serii – Wddxh, Wddx
- węglarka samowyładowcza serii – Wddxhp
- towarowy wózek leśny serii – Sldh, Sld
- transporter serii – Tddyyhp

Na stacjach w Przeworsku, Bachórzu oraz Dynowie znajdują się niewielkie skanseny techniki kolejowej, w których można podziwiać oryginalny tabor kolejki.

## Trasa
Trasa kolejki przebiega przez dwie krainy geograficzne Podgórze Rzeszowskie i Pogórze Dynowskie. Podróż zaczyna się w dolinie Mleczki, następnie kolejka pokonuje, długie i proste odcinki między polami uprawnymi. Jadąc dalej w Łopuszce Małej kolejka przejeżdża obok sztucznego zbiornika – kąpieliska. Tory kolejki biegną również wzdłuż drogi (DW835) łączącej Przeworsk z Dynowem. Malownicza trasa obfituje w ostre łuki i wysokie podjazdy, a gdy mija Jawornik Polski, zaczyna się las, który kończy się przejazdem przez tunel, gdzie po wyjeździe widać przepiękne krajobrazy Pogórza Dynowskiego.
Na trasie zlokalizowany jest jedyny czynny tunel na kolejach wąskotorowych w Polsce.
Linia posiada wiele zabytkowych obiektów inżynieryjnych takich jak mosty, wiadukty i przepusty. Najpopularniejsze z nich to most stalowy w Przeworsku, most stalowy w Urzejowicach, a także most kamienny w Szklarach.
Czas przejazdu trasy Przeworsk – Dynów z postojami wynosi 2 godziny i 40–45 minut.

## Stacje i przystanki
- Przeworsk Wąski
- Przeworsk Wąski Towarowy
- Urzejowice
- Krzeczowice
- Kańczuga
- Łopuszka Mała
- Łopuszka Wielka
- Manasterz
- Zagórze
- Hadle Szklarskie
- Jawornik Polski
- Szklary Tunel
- Szklary
- Bachórz
- Dynów